# 莊松榮製藥廠

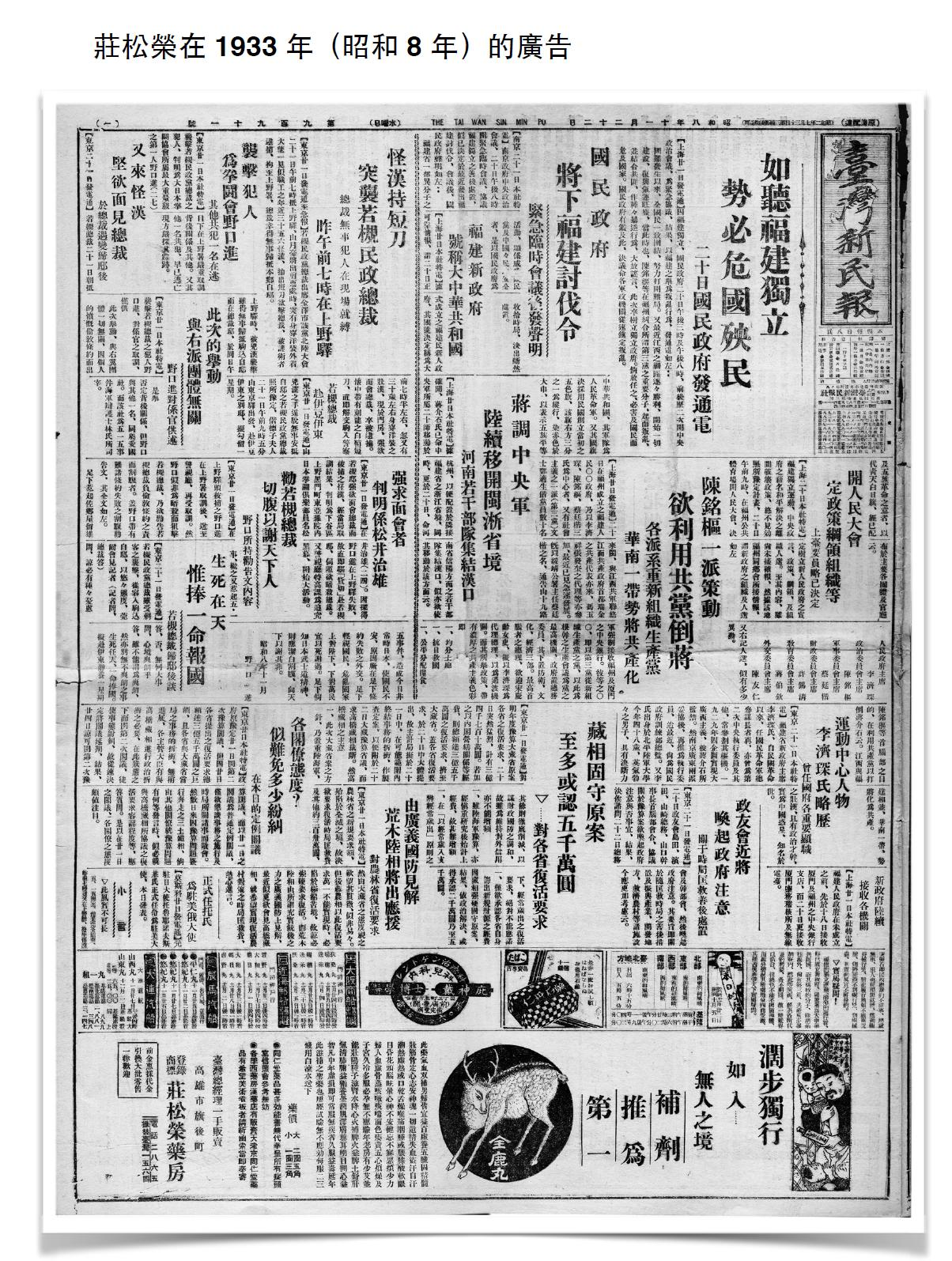
莊松榮1933年於臺灣新民報廣告

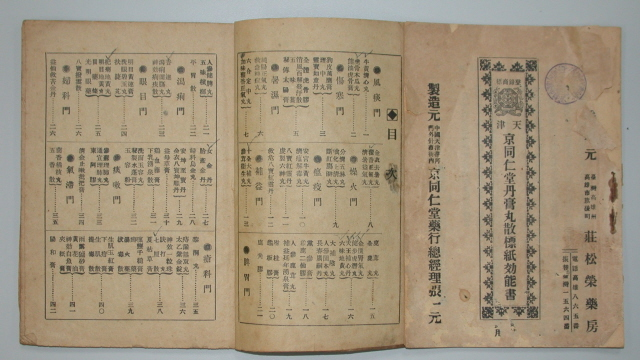
二十世紀初莊松榮代理京同仁堂藥品說明書

莊松榮製藥廠股份有限公司，簡稱莊松榮製藥，台灣製藥公司，創於1873年，總部設於高雄市。前身是高雄市旗津的一間藥行，專營藥材藥品的跨國貿易。早期也曾代理中國天津同仁堂藥品，但由於第二次世界大戰爆發，藥品無法輸入，才開始設廠製造。其總部設於台灣高雄。

## 歷史
成立於1873年，早期為松榮藥行，位於高雄旗津（舊稱：旗后）渡船口與旗津天后宮之間，主要經營藥材藥品的跨國貿易，也代理同仁堂藥品。1937年蘆溝橋事變後，因戰爭無法輸入藥品，於是開始設廠製造，並以製造牛黃清心丸聞名，奠定「丸王」的地位。  
在1980年代，響應行政院衛生署政策，導入GMP。1987年，成為台灣第一家獲GMP核可的中藥廠。
於2010年代，其實驗室成為了ISO 17025的標準製實驗室。
現今，該公司仍以製造傳統蜜丸聞名，並擴大到許多的領域，其中包括中藥濃縮製劑（俗稱：科學中藥）、食品及保健產品等產品，甚至進入到與非食品相關的領域，例如：金瘡膏、紫雲膏。因應Covid-19疫情，莊松榮通過衛服部中醫藥司核准生產清冠一號，來治療新冠肺炎。

## 產品
- 科學中藥
- 丸劑（傳統蜜丸）
- 膏茲劑
- 散劑
- 液劑
- 外用藥膏（紫雲膏、金瘡膏）
- 健康食品
- 清冠一號

## 外部連結
- 莊松榮製藥有限公司網站 （页面存档备份，存于）
- 莊松榮製藥的Facebook專頁
- 衛生福利部中醫藥司 （页面存档备份，存于）
- 台灣公司資料